# Le Cheval de Thomas
Le Cheval de Thomas est une chanson française en forme de canon à quatre voix, qui se chante souvent en accélérant le rythme petit à petit.

## Paroles
Paroles traditionnelles :
1

Quand le cheval de Thomas tomba.

Comment Thomas ne tomba-t-il pas ?

Thomas tomba-t-il ou ne tomba-t-il pas ?

Tomba-t-il à bas ou pâtit-il d'un tel ébat ?

2

Sans sa chaussure, il se redressa.

Dessus sa selle, sitôt retomba.

Chancela-t-il peu, chancela-t-il pas ? 

Chancela si bien que cette chanson sitôt chanta.
On trouve aussi un texte alternatif qui simplifie les jeux d'assonances des deux derniers vers :
Quand le cheval de Thomas tomba.

Comment Thomas ne tomba-t-il pas ?

Mathieu dit qu'il n'a pas vu tomber Thomas.

Thomas tomba-t-il ou ne tomba-t-il pas ?

## Musique
La partition connaît des variantes.

## Liens contextuels
- Chanson traditionnelle française
- Canon